# Lasioglossum occiduum
Lasioglossum occiduum är en biart som beskrevs av Walker 1999. Lasioglossum occiduum ingår i släktet smalbin, och familjen vägbin. Inga underarter finns listade i Catalogue of Life.

## Bildgalleri

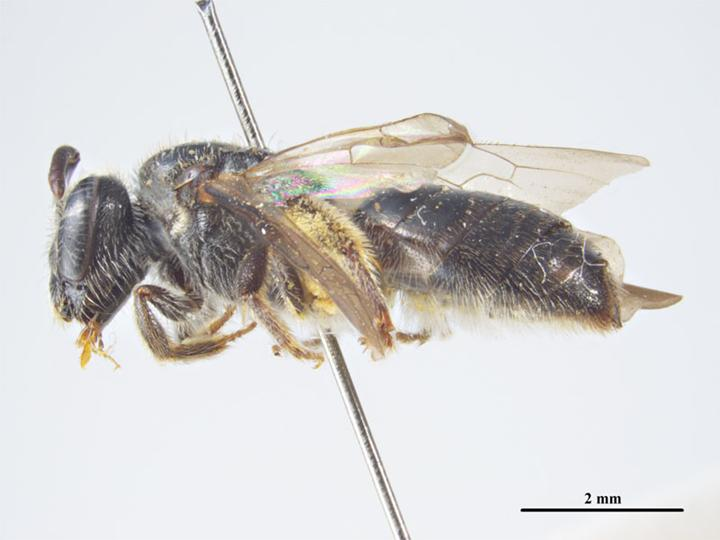
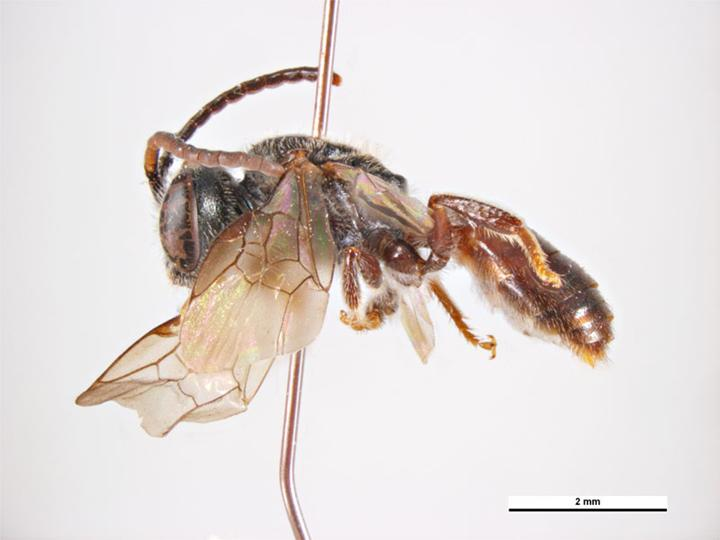